# Every Grain of Sand
Every Grain of Sand è una canzone scritta da Bob Dylan, registrata a Los Angeles nella primavera del 1981 e pubblicata nell'agosto dello stesso anno nell’album Shot of Love. Successivamente è stata inclusa nella compilation Biograph. Una prima versione della canzone, registrata nel settembre 1980 con supporto vocale di Jennifer Warnes, è stata pubblicata nel 1991 in The Bootleg Series Volumes 1-3 (Rare & Unreleased) 1961-1991.
Il brano appare nella colonna sonora del film Un altro giorno in paradiso del 1997.

## Il brano
Dylan, secondo il suo biografo Ian Bell, si era convertito al cristianesimo evangelico nel novembre 1978. Every Grain of Sand contiene per questo potenti allusioni a Gesù, alla fede e alla spiritualità, come testimoniano i versi "Nella furia del momento, riesco a vedere la mano del Signore / In ogni foglia che trema, in ogni granello di sabbia" ("In the fury of the moment I can see the Master's hand / In every leaf that trembles, in every grain of sand). Rolling Stone ha descritto il brano come "un'evoluzione matura" di Chimes of Freedom, canzone di Dylan del 1964.
La canzone è nota per le sue immagini ossessionanti paragonate a quelle evocate dal poeta inglese William Blake. Accanto ai numerosi riferimenti biblici, Dylan potrebbe infatti aver attinto ai cosiddetti Auspici di innocenza di Blake, in particolare nella quartina iniziale:
And a heaven in a wild flower,

Hold infinity in the palm of your hand,

And eternity in an hour.»
E un paradiso in un fiore selvatico,

Tenere l'infinito nel palmo della mano,

E l'eternità in un'ora.»
(William Blake, Auguries of Innocence)

## Accoglienza
Negli anni molti critici, sebbene abbiano commentato gli aspetti più diversi di questa canzone, generalmente concordano sulla sua grandezza nei testi, nella melodia e nelle immagini evocative, tanto da considerarla una delle più belle opere di Dylan.
È "forse, ad oggi, la sua opera più sublime", scrive Clinton Heylin, "l’insieme di una serie di tentativi per esprimere ciò che la promessa di redenzione ha significato personalmente per lui. Una delle sue canzoni più intense e personali, ma rimane anche una delle più universali. Analizzando il verso iniziale "il momento della mia confessione, nel momento del mio più profondo bisogno" (“In the time of my confession, in the hour of my deepest need”), si capisce che il brano segna la conclusione del suo periodo evangelico come cantautore, una presa di posizione che riconosce in silenzio alla fine di Shot of Love".
Paul Nelson di Rolling Stone l'ha definita "la Chimes of Freedom o la Mr. Tambourine Man del periodo cristiano di Bob Dylan; sprigiona sicurezza e forza da tutti i pori: ma c'è anche vulnerabilità... insomma, la bellissima armonica di Dylan si è trasformata in un archetipo che perfora il cuore e inumidisce gli occhi e, per una volta, i testi non deludono. Il cristianesimo dell'artista è al tempo stesso palpabile e comprensibile; per un momento tocca le porte del paradiso che si dissolvono in un'universalità che non ha nulla a che fare con la maggior parte degli LP".
Paul Williams nel suo libro Bob Dylan, performing artist:The Middle Years disse che "L'amore presente in Every Grain of Sand, al di là della conversione religiosa e dei radicati studi biblici, raggiunge in modo spontaneo ed immediato le esperienze universali del dolore, della meraviglia e della bellezza, uscendo fuori dal suo proprio contesto".
Tim Riley ha descritto Every Grain of Sand come "una preghiera che abita nella stessa zona intuitiva di Blowin' in the Wind – potrei giurare che si tratti di un inno tramandato da secoli".
Il critico di musica rock Milo Miles ha scritto: "Nel corso di un decennio questa è l'unica canzone di Dylan che esamina il paradosso della cultura di massa (in particolare i divi pop che devono credere in ideali più grandi di loro) nel modo più eloquente, in una maniera impossibile per un qualunque altro performer".
Quando Bruce Springsteen indusse Dylan a entrare nella Rock and Roll Hall of Fame il 20 gennaio 1988, citò anche Every Grain Of Sand come esempio del suo miglior lavoro. Every Grain of Sand è stata citata da Elvis Costello nella sua lista di "500 album essenziali per una vita felice" come il brano più bello di Dylan.

## Altre versioni
La band di Tucson dei Giant Sand incise una cover per il loro album Swerve del 1990.
Venne reinterpretata anche da Emmylou Harris nell'album Wrecking Ball, Barb Jungr in Every Grain of Sand: Barb Jungr Sings Bob Dylan, Lucy Kaplansky nell'album del 2011 Nod to Bob 2 e Steve Inglis nell'album Slackin' On Dylan del 2010. Emmylou Harris e Sheryl Crow eseguirono una versione di Every Grain of Sand ai funerali di Johnny Cash nel 2003. I Blind Boys Of Alabama realizzarono una cover nel 2013 per l'album I'll Find A Way.